# Kreis Oels
| Kreis Oels                             | Kreis Oels                                                              |
| -------------------------------------- | ----------------------------------------------------------------------- |
| Wappen                                 |                                                                         |
| Provinz                                | Schlesien (1816–1919, 1938–1941) Niederschlesien (1919–1938, 1941–1945) |
| Regierungsbezirk                       | Breslau                                                                 |
| Kreisstadt                             | Oels                                                                    |
| Letzter Landrat                        | Johannes Deloch (1937–1945)                                             |
| Einwohner                              | 70.626 (1939)                                                           |
| Städte                                 | 2                                                                       |
| Gemeinden                              | 105                                                                     |
|                                        |                                                                         |
| Der Kreis Oels in den Grenzen von 1905 |                                                                         |

Der Kreis Oels war ein preußischer Landkreis in Schlesien, der von 1742 bis 1945 bestand. Seine Kreisstadt war die Stadt Oels, heute Oleśnica. Das frühere Kreisgebiet liegt in der polnischen Woiwodschaft Niederschlesien.

## Verwaltungsgeschichte
Nach der Eroberung des größten Teils von Schlesien führte König Friedrich II. durch Kabinettsorder am 25. November 1741 in Niederschlesien preußische Verwaltungsstrukturen ein. Dazu gehörte die Einrichtung zweier Kriegs- und Domänenkammern in Breslau und Glogau sowie deren Gliederung in Kreise und die Einsetzung von Landräten zum 1. Januar 1742.
Im Fürstentum Oels, einem der schlesischen Teilfürstentümer, wurden aus den alten schlesischen Weichbildern Oels, Bernstadt und Trebnitz die preußischen Kreise Oels-Bernstadt und Trebnitz gebildet. Als erster Landrat des Kreises Oels-Bernstadt wurde Conrad Adolph von Dyhrn-Schönau eingesetzt.
Der Kreis Oels-Bernstadt unterstand zunächst der Kriegs- und Domänenkammer Breslau. Auf den Namensteil „Bernstadt“ wurde zum Ende des 18. Jahrhunderts verzichtet. Der Kreis Oels wurde im Zuge der Stein-Hardenbergischen Reformen 1815 dem Regierungsbezirk Breslau der Provinz Schlesien zugeordnet.
Bei der Kreisreform vom 1. Januar 1818 im Regierungsbezirk Breslau wurden die Stadt Medzibor sowie die Dörfer Benjaminsthal, Charlottenfeld, Conradau, Erdmannsberg, Friedrikenau, Glashütte, Glashütte bei Tscheschen, Hammer, Honig, Johannisdörfel, Joschune, Kalkowsky, Kenschen, Kenschenhammer, Klenowe, Kottowsky, Kotzine, Mariendorf, Neurode, Ossen, Pawlau, Riefken, Silonke, Suschen, Tscheschen und Wielky aus dem Kreis Oels in den Kreis Wartenberg umgegliedert.
Seit dem 1. Juli 1867 gehörte der Kreis zum Norddeutschen Bund und ab dem 1. Januar 1871 zum Deutschen Reich. Da die Schreibweise zwischen Oels und Öls schwankte, wurde am 4. April 1913 als Name von Kreis und Stadt offiziell „Oels“ festgesetzt.
Zum 8. November 1919 wurde die Provinz Schlesien aufgelöst und aus den Regierungsbezirken Breslau und Liegnitz die neue Provinz Niederschlesien gebildet. Am 1. April 1928 wurde die Stadt Hundsfeld mit Teilen des Gutsbezirks Hundsfeld aus dem Kreis Oels in den Stadtkreis Breslau eingegliedert. Zum 30. September 1928 wurden im Kreis Oels alle Gutsbezirke aufgelöst und benachbarten Landgemeinden zugeteilt. Am 1. April 1938 wurden die Provinzen Niederschlesien und Oberschlesien zur neuen Provinz Schlesien zusammengeschlossen. Zum 18. Januar 1941 wurde die Provinz Schlesien erneut aufgelöst und aus den Regierungsbezirken Breslau und Liegnitz die neue Provinz Niederschlesien gebildet.
Im Frühjahr 1945 eroberte die Roten Armee das Kreisgebiet. Es wurde gemäß dem Potsdamer Abkommen unter die Verwaltung der Volksrepublik Polen gestellt. Diese vertrieb in den Folgejahren die Einwohner des Kreisgebiets und besiedelte es mit Polen.
Heute bildet der ehemalige Kreis Oels mit dem ehemaligen Kreis Groß Wartenberg den Powiat Oleśnicki.

## Einwohnerentwicklung

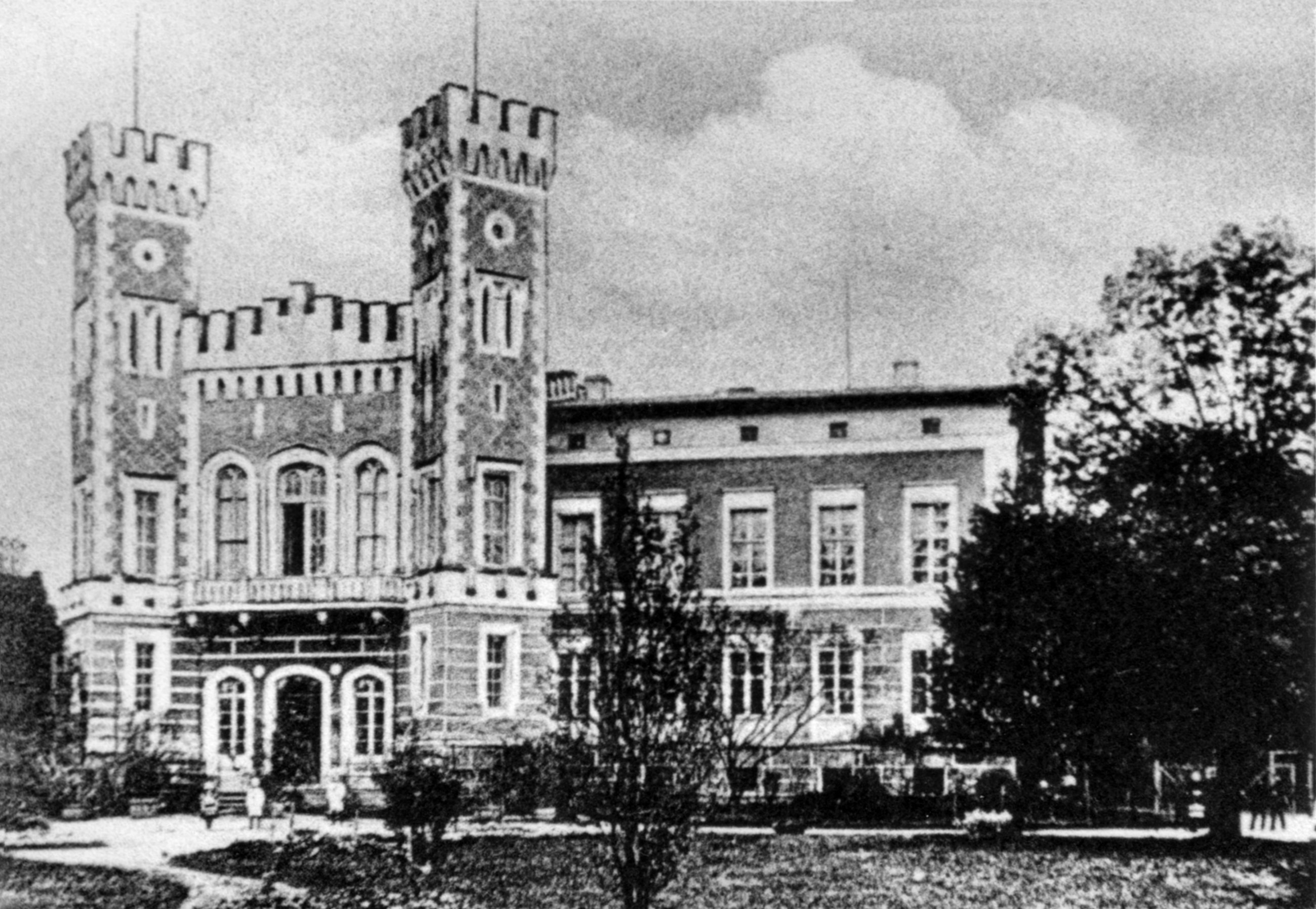
Schloss Randowhof im 19. Jahrhundert, Bogschütz, Öls, Schlesien. (Adelsfamilie von Randow)

| Jahr | Einwohner | Quelle |
| ---- | --------- | ------ |
| 1795 | 47.305    | [ 9 ]  |
| 1819 | 43.340    | [ 10 ] |
| 1846 | 59.302    | [ 11 ] |
| 1871 | 64.559    | [ 12 ] |
| 1885 | 67.443    | [ 13 ] |
| 1900 | 64.390    | [ 14 ] |
| 1910 | 65.408    | [ 14 ] |
| 1925 | 67.695    | [ 15 ] |
| 1939 | 70.626    | [ 15 ] |

## Landräte

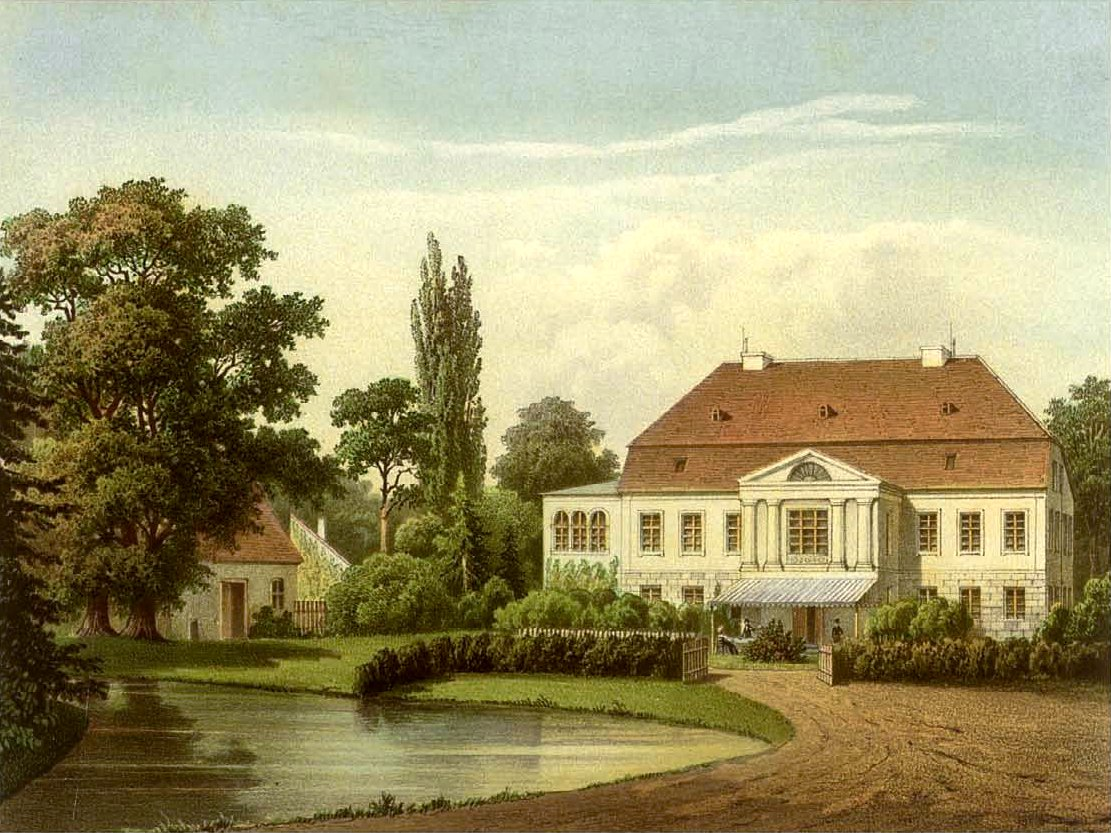
Rittergut Wildschütz um 1860, Sammlung Alexander Duncker

- 1742–175900Conrad Adolph von Dyhrn-Schönau[5]
- 1760–176400Balthasar Moritz von Prittwitz-Gaffron[5]
- 1770–177100Ludwig Ernst von Randow[5]
- 1772–178300Christian Gustav von Kessel[5]
- 1783–179600Carl Sylvius Gottfried von Naefe[5]
- 1797–180700Wilhelm Leopold von Hautcharmoy[5]
- 1812–182400Friedrich von Mützschefahl (1770–1823)
- 1824–185900Moritz Heinrich von Prittwitz
- 1859–186900Rudolf von Berswordt (1817–1877)
- 1869–188400Oskar von Rosenberg-Lipinsky (1823–1883)
- 1884–189500Wilhelm von Kardorff (1828–1907)
- 1895–191400August von Kospoth (1864–1917)
- 1914–192000Rudolf Rojahn (1875–1929)
- 19210000000Differt (kommissarisch)
- 1921–193300Hans Unckell
- 1932–193700Herbert Matzke
- 1937–194500Hans Deloch (1881–1956)

## Kommunalverfassung
Der Kreis Oels gliederte sich seit dem 19. Jahrhundert in die Städte Bernstadt, Hundsfeld (bis 1928) und Oels, in Landgemeinden und in Gutsbezirke. Mit Einführung des preußischen Gemeindeverfassungsgesetzes vom 15. Dezember 1933 sowie der Deutschen Gemeindeordnung vom 30. Januar 1935 wurde zum 1. April 1935 das Führerprinzip auf Gemeindeebene durchgesetzt. Eine neue Kreisverfassung wurde nicht mehr geschaffen; es galt weiterhin die Kreisordnung für die Provinzen Ost- und Westpreußen, Brandenburg, Pommern, Schlesien und Sachsen vom 19. März 1881.

## Gemeinden
Der Kreis Oels umfasste zuletzt zwei Städte und 105 Landgemeinden:
- Allerheiligen
- Alt Ellguth
- Baruthe
- Bernstadt an der Weide, Stadt
- Bogschütz
- Bohrau
- Briese
- Buchenwalde
- Buchenwerder
- Buchwald
- Buselwitz
- Dammer
- Dörndorf
- Eichgrund
- Fürsten Ellguth
- Galbitz
- Gimmel
- Görlitz
- Groß Ellguth
- Groß Graben
- Groß Weigelsdorf
- Groß Zöllnig
- Grüttenberg
- Gutwohne
- Hönigern
- Jackschönau
- Jäntschdorf
- Jenkwitz
- Juliusburg
- Kaltvorwerk
- Karlsburg
- Klein Ellguth
- Klein Oels
- Klein Peterwitz
- Klein Weigelsdorf
- Klein Zöllnig
- Kleinwaltersdorf
- Korschlitz
- Kraschen
- Kritschen
- Krompusch
- Kunersdorf
- Kunzendorf
- Lampersdorf
- Langenhof
- Langewiese
- Lauben
- Leuchten
- Ludwigsdorf
- Malen
- Mirkau
- Mühlatschütz
- Mühlwitz
- Nauke
- Netsche
- Neu Ellguth
- Neudorf b. Bernstadt
- Neudorf b. Juliusburg
- Neuhaus
- Neuhof b. Wiesegrade
- Neuscholle
- Oels, Stadt
- Pangau
- Peuke
- Pontwitz
- Postelwitz
- Prietzen
- Pühlau
- Raake
- Rathe
- Reesewitz
- Rehwinkel
- Reichenfeld
- Sachsenau
- Sadewitz
- Sakrau
- Schickerwitz
- Schleibitz
- Schmarse
- Schmollen
- Schönau
- Schützendorf
- Schwierse
- Sechskiefern
- Sibyllenort
- Spahlitz
- Stampen
- Stein
- Strehlitz
- Stronn
- Süßwinkel
- Ulbersdorf
- Vielguth
- Vogelgesang
- Wabnitz
- Weidenbach
- Weidenfließ
- Weißensee
- Werden
- Wiesegrade
- Wildschütz
- Wilhelminenort
- Woitsdorf
- Würtemberg
- Zessel
- Ziegelhof
- Zucklau

### Eingemeindungen bis 1928
- Bernstadt, Landgemeinde, 1907 zur Stadt Bernstadt
- Grüneiche, am 1. November 1928 zu Groß Graben
- Hundsfeld, Stadt, am 1. April 1928 zu Breslau
- Juliusburg, Dorf, am 1. November 1928 zu Juliusburg
- Juliusburg, Stadt, am 1. November 1928 zu Juliusburg
- Klein Mühlatschütz, am 30. September 1928 zu Mühlatschütz
- Kronendorf, am 30. September 1928 zu Schmollen
- Kurzwitz, am 1. November 1928 zu Schickerwitz
- Medlitz, am 1. November 1928 zu Raake
- Mittel Mühlatschütz, am 30. September 1928 zu Mühlatschütz
- Neu Schmollen, am 30. September 1928 zu Vielguth
- Neuhof bei Raake, am 1. November 1928 zu Raake
- Nieder Mühlwitz, am 30. September 1928 zu Mühlwitz
- Nieder Prietzen, am 1. Juni 1904 zu Prietzen
- Nieder Schmollen, am 30. September 1928 zu Schmollen
- Nieder und Ober Mühlatschütz, am 30. September 1928 zu Mühlatschütz
- Ober Mühlwitz, am 30. September 1928 zu Mühlwitz
- Ober Prietzen, am 1. Juni 1904 zu Prietzen
- Ober Schmollen, am 30. September 1928 zu Schmollen
- Pischkawe, am 1. November 1928 zu Raake
- Rotherinne, am 1. November 1928 zu Schickerwitz
- Schwundnig, am 1. November 1928 zu Schickerwitz
- Tschertwitz, am 1. November 1928 zu Schickerwitz

## Ortsnamen
Zwischen 1935 und 1937 wurden im Kreis Oels mehrere Gemeinden umbenannt:
- Bartkerey → Buchenwalde
- Buckowintke → Buchenwerder
- Döberle → Karlsburg
- Dobrischau → Reichenfeld
- Domatschine → Sachsenau
- Laubsky → Lauben
- Loischwitz → Rehwinkel
- Maliers → Malen
- Ostrowine → Werden
- Patschkey → Weidenfließ
- Zantoch → Neuscholle